# Pysznica
Pysznica è un comune rurale polacco del distretto di Stalowa Wola, nel voivodato della Precarpazia.
Ricopre una superficie di 147,82 km² e nel 2005 contava 9 404 abitanti.